# 李东野
李东野（1916年—2011年1月2日），男，辽宁沈阳人，中华人民共和国军事人物，中国人民解放军少将，曾任国防科技大学政治委员。